# Vicia onobrychioides
Espèce
Vicia onobrychioides, la Vesce faux sainfoin est une espèce de plantes à fleurs dicotylédones de la famille des Fabaceae.

## Description
C'est une plante herbacée aux feuilles composées terminées par une vrille et aux fleurs papilionacées bleues. Les fruits sont des gousses déhiscentes contenant plusieurs graines.

## Synonymes
- Abacosa onobrychioides (L.) Alef.
- Vicia onobrychioides subsp. alborosea Dobignard
- Vicia punctata Schleich. ex Pers.
- Vicia violacea Dulac